# Goločevac
Goločevac (em cirílico: Голочевац) é uma vila da Sérvia localizada no município de Trgovište, pertencente ao distrito de Pčinja, na região de Pčinja. A sua população era de 39 habitantes segundo o censo de 2011.

## Demografia
| 1948 | 1953 | 1961 | 1971 | 1981 | 1991 | 2002 | 2011 |
| ---- | ---- | ---- | ---- | ---- | ---- | ---- | ---- |
| 473  | 469  | 427  | 377  | 193  | 113  | 63   | 39   |